# Sherrill (Nova York)
Sherrill és una població dels Estats Units a l'estat de Nova York. Segons el cens del 2000 tenia 3.147 habitants.

## Demografia
Segons el cens del 2000, Sherrill tenia 3.147 habitants, 1.262 habitatges, i 879 famílies. La densitat de població era de 601,5 habitants per km².
Dels 1.262 habitatges en un 33,6% hi vivien nens de menys de 18 anys, en un 59,3% hi vivien parelles casades, en un 8,1% dones solteres, i en un 30,3% no eren unitats familiars. En el 27,4% dels habitatges hi vivien persones soles el 15,9% de les quals corresponia a persones de 65 anys o més que vivien soles. El nombre mitjà de persones vivint en cada habitatge era de 2,48 i el nombre mitjà de persones que vivien en cada família era de 3,03.
Per edats la població es repartia de la següent manera: un 26,2% tenia menys de 18 anys, un 5,8% entre 18 i 24, un 25% entre 25 i 44, un 25,9% de 45 a 60 i un 17,1% 65 anys o més.
L'edat mediana era de 41 anys. Per cada 100 dones de 18 o més anys hi havia 81,8 homes.
La renda mediana per habitatge era de 48.919 $ i la renda mediana per família de 60.573 $. Els homes tenien una renda mediana de 41.179 $ mentre que les dones 26.500 $. La renda per capita de la població era de 22.311 $. Entorn del 0,8% de les famílies i el 2,2% de la població estaven per davall del llindar de pobresa.

## Poblacions més properes
El següent diagrama mostra les poblacions més properes.